# USS Robert F. Keller (DE-419)
USS Robert F. Keller (DE-419) là một tàu hộ tống khu trục lớp John C. Butler từng phục vụ cùng Hải quân Hoa Kỳ trong Chiến tranh Thế giới thứ hai. Nó là chiếc tàu chiến duy nhất của Hải quân Hoa Kỳ được đặt cái tên này, theo tên Thiếu úy Hải quân Robert Franklin Keller (1918–1942), phi công từng phục vụ cùng Liên đội Tuần tra 42, đã tử trận trong Trận chiến quần đảo Aleut vào ngày 14 tháng 6, 1942 và được truy tặng Huân chương Không lực. Nó đã phục vụ trong suốt Thế chiến II, được cho ngừng hoạt động sau khi xung đột chấm dứt vào năm 1946, rồi được huy động trở lại để tiếp tục phục vụ trong cuộc Chiến tranh Lạnh trong hai giai đoạn từ năm 1950 đến năm 1959 và từ năm 1961 đến năm 1962. Con tàu cuối cùng bị bán để tháo dỡ vào năm 1974. Robert F. Keller được tặng thưởng năm Ngôi sao Chiến trận do thành tích phục vụ trong Thế Chiến II.

## Thiết kế và chế tạo
Lớp John C. Butler được thiết kế nhằm đáp ứng nhu cầu một số lượng lớn nhưng rẻ tiền của một kiểu tàu hộ tống chống tàu ngầm để hộ tống các đoàn tàu vận tải vượt đại dương. Chúng có chiều dài chung 306 foot (93,3 m), mạn tàu rộng 36 foot 10 inch (11,2 m) và mớn nước 13 foot 4 inch (4,1 m), trọng lượng choán nước tiêu chuẩn 1.350 tấn Anh (1.372 t), và lên đến 1.745 tấn Anh (1.773 t) khi đầy tải, với một thủy thủ đoàn bao gồm 14 sĩ quan và 201 thủy thủ. Con tàu được vận hành bởi hai turbine hơi nước hộp số Westinghouse; hơi nước được cung cấp bởi hai nồi hơi "D" Express, tạo ra công suất 12.000 mã lực càng (8.900 kW) và cho phép đạt được tốc độ tối đa 24 hải lý trên giờ (44 km/h; 28 mph). Nó có tầm hoạt động 6.000 hải lý (11.000 km; 6.900 mi) ở tốc độ đường trường 12 hải lý trên giờ (22 km/h; 14 mph).
Dàn vũ khí chính bao gồm hai tháp pháo 5-inch/38 caliber đa dụng nòng đơn, được dẫn đường bởi hệ thống điều khiển hỏa lực Mark 51; vũ khí phòng không gồm hai khẩu đội Bofors 40 mm L/60 nòng đôi và mười khẩu Oerlikon 20 mm nòng đơn cũng được dẫn đường bởi hệ thống Mark 51. Ngoài ba ống phóng ngư lôi 21 inch (533 mm), vũ khí chống ngầm bao gồm hai đường ray thả mìn sâu, tám máy phóng mìn sâu K-gun cùng một dàn súng cối chống ngầm Hedgehog. Con tàu được trang bị sonar kiểu QC, radar dò tìm mặt biển SL và radar dò tìm không trung SA.
Robert F. Keller được đặt lườn tại xưởng tàu của hãng Brown Shipbuilding Co. ở Houston, Texas vào ngày 12 tháng 1, 1944. Nó được hạ thủy vào ngày 1 tháng 2, 1944, được đỡ đầu bởi bà Peter S. Keller, mẹ của Thiếu úy Keller, và được cho nhập biên chế cùng Hải quân Hoa Kỳ vào ngày 17 tháng 6, 1944 dưới quyền chỉ huy của Hạm trưởng, Thiếu tá Hải quân R. J. Toner.

## Lịch sử hoạt động

### Thế Chiến II
Sau khi hoàn tất việc chạy thử máy huấn luyện tại khu vực Bermuda và sửa chữa sau chạy thử máy, Robert F. Keller chuẩn bị để được điều động sang khu vực Mặt trận Thái Bình Dương. Nó hộ tống cho tàu tiếp liệu thủy phi cơ Currituck (AV-7) đi sang vùng kênh đào Panama, rồi băng kênh đào vào ngày 7 tháng 9, 1944, rồi hộ tống một đoàn bốn tàu buôn khởi hành từ San Francisco, California để đi sang Trân Châu Cảng. Đến nơi vào ngày 1 tháng 10, nó gia nhập Đội hộ tống 72 và tham gia thành phần bảo vệ cho tàu sân bay hộ tống Coral Sea (được đổi tên thành Anzio không lâu sau đó), rồi đi sang khu vực Tây quần đảo Caroline để gia nhập Đệ Tam hạm đội. Lực lượng đến nơi vào ngày 1 tháng 11, được đổi tên thành Đội đặc nhiệm 30.7, và tiến hành tuần tra tìm-diệt tàu ngầm trong biển Philippine. Vào ngày 22 tháng 12, nó cứu vớt bốn người sống sót từ chiếc tàu khu trục Hull (DD-350), vốn bị đắm do cơn bão Cobra.
Sau khi được chuyển đổi từ Đệ Tam hạm đội sang Đệ Ngũ hạm đội vào ngày 28 tháng 1, 1945, Đội đặc nhiệm 50.7 lên đường vào ngày 2 tháng 2 để hộ tống một đoàn tàu vận tải đi từ Eniwetok đến Saipan. Robert F. Keller gia nhập một đội hỗ trợ trên không để tham gia cuộc đổ bộ lên Iwo Jima từ ngày 19 tháng 2, đóng vai trò hộ tống bảo vệ cho các tàu sân bay. Nó chứng khiến chiếc tàu sân bay hộ tống Bismarck Sea (CVE-95) bị máy bay tấn công cảm tử Kamikaze đánh trúng vào đêm 21 tháng 2, và con tàu đã ở lại khu vực quần đảo Volcano cho đến ngày 7 tháng 3, khi nó rút lui về Leyte, Philippines để chuẩn bị cho cuộc đổ bộ tiếp theo lên Okinawa.
Khởi hành vào ngày 21 tháng 3 để hướng sang khu vực quần đảo Ryūkyū, trên đường đi Robert F. Keller đã phá hủy ba quả thủy lôi trôi nổi trên biển> tại vùng biển Okinawa, nó đảm nhiệm vai trò tương tự khi tuần tra chống tàu ngầm và phòng không bảo vệ cho các tàu sân bay. Nó rời khu vực vào ngày 27 tháng 4 để hộ tống cho tàu sân bay hộ tống Anzio đi sang Ulithi, rồi hộ tống cho tàu tuần dương hạng nặng San Francisco (CA-38) quay trở lại mặt trận vào ngày 10 tháng 5. Nó tiếp tục tuần tra bảo vệ các tuyến đường hàng hải chung quanh Okinawa, rồi quay trở về Leyte để bảo trì vào ngày 17 tháng 6.
Trong thành phần Đội đặc nhiệm 30.6, Robert F. Keller lại lên đường vào ngày 6 tháng 7, hoạt động càn quét chống tàu ngầm tại vùng biển về phía Đông đảo Honshū, Nhật Bản. Tại đây nó ghi được một chiến công khi trợ giúp cho tàu chị em Lawrence C. Taylor (DE-415) đánh chìm được chiếc tàu ngầm Nhật Bản I-13. Sau khi Nhật Bản chấp nhận đầu hàng vào ngày 15 tháng 8, giúp chấm dứt vĩnh viễn cuộc xung đột, con tàu đi đến Guam, rồi hộ tống các tàu vận chuyển đưa lực lượng chiếm đóng sang làm nhiệm vụ tại Jinsen, Triều Tiên vào ngày 8 tháng 9. Nó quay trở lại Okinawa vào ngày 22 tháng 9, và tiếp tục hoạt động tại Viễn Đông, viếng thăm nhiều cảng Trung Quốc.

### 1946 - 1965
Sau khi quay trở về Hoa Kỳ và được cho xuất biên chế tại San Diego, California vào ngày 24 tháng 4, 1946, Robert F. Keller được chuyển sang trạng thái phục vụ trong thành phần dự bị từ tháng 9, trực thuộc Quân khu Hải quân 13 và đặt căn cứ tại Puget Sound, Washington. Nó tham gia vào hoạt động huấn luyện của Hải quân Dự bị Hoa Kỳ cho đến tháng 1, 1950, khi được điều sang vùng bờ Đông và chuyển sang trạng thái trong biên chế dự bị từ ngày 31 tháng 3, 1950, đặt căn cứ tại Washington, D.C.. Đến ngày 18 tháng 11, 1950, nó chuyển sang trạng thái biên chế thường trực, nhưng tiếp tục vai trò huấn luyện dự bị, và cho đến năm 1955 đã thực hiện 36 chuyến đi để giúp huấn luyện cho khoảng 3.500 sĩ quan và thủy thủ dự bị, viếng thăm nhiều cảng dọc theo vùng bờ Đông, Canada và khu vực Tây Ấn, Cho đến năm 1959 con tàu còn có những chuyến vượt Đại Tây Dương để viếng thăm các cảng Châu Âu.
Vào ngày 21 tháng 9, 1959, Robert F. Keller lại được cho xuất biên chế và đưa về trạng thái phục vụ dự bị, trực thuộc Quân khu Hải quân 5 và đặt căn cứ tại Baltimore, Maryland. Tuy nhiên do tình hình thế giới căng thẳng do vụ Khủng hoảng Berlin, con tàu lại được cho nhập biên chế vào ngày 2 tháng 10, 1961, được vận hành bởi một thủy thủ đoàn dự bị và tham gia các đợt thực tập huấn luyện tại các vùng biển Đại Tây Dương và Caribe. Sau khi căng thẳng lắng dịu, nó được cho xuất biên chế vào ngày 1 tháng 8, 1962 và quay trở lại vai trò tàu huấn luyện dự bị cho Quân khu Hải quân 5.
Robert F. Keller được cho xuất biên chế lần sau cùng tại Philadelphia, Pennsylvania vào tháng 1, 1965. Đến mùa Xuân năm 1972, sau khi được xác định là không còn phù hợp để tiếp tục phục vụ, con tàu được rút tên khỏi danh sách Đăng ba Hải quân vào ngày 1 tháng 7, 1972, và bị bán để tháo dỡ vào ngày 5 tháng 2, 1974. 

## Phần thưởng
Robert F. Keller được tặng thưởng năm Ngôi sao Chiến trận do thành tích phục vụ trong Thế Chiến II.
|  |             |             |
|  |             | Silver star |
|  | Bronze star | Bronze star |

| Dãi băng Hoạt động Tác chiến (truy tặng) |                                                                 |                                                                          |
| Huân chương Viễn chinh Hải quân          | Huân chương Chiến dịch Hoa Kỳ                                   | Huân chương Chiến dịch Châu Á-Thái Bình Dương với 5 Ngôi sao Chiến trận  |
| Huân chương Chiến thắng Thế Chiến II     | Huân chương Phục vụ Phòng vệ Quốc gia với 1 Ngôi sao Chiến trận | Huân chương Giải phóng Philippine (Philippine) với 1 Ngôi sao Chiến trận |